# Pouytenga
Pouytenga – miasto w Burkinie Faso, w prowincji Kouritenga. Według spisu z 2019 roku liczy ok. 100 tys. mieszkańców. Przemysł spożywczy, włókienniczy.